# Стафоровська
Стафоровська (рос. Стафоровская) — присілок в Вілегодському районі Архангельської області Російської Федерації.
Населення становить 108 осіб. Входить до складу муніципального утворення Вілегодський муніципальний округ.

## Історія
До 2020 року входихо до складу муніципального утворення Селянське муніципальне утворення.

## Населення
| 2002 | 2010 | 2012 |
| ---- | ---- | ---- |
| 136  | ↘91  | ↗108 |